# Latirolagena
Latirolagena is een geslacht van weekdieren uit de klasse van de Gastropoda (slakken).

## Soort
- Latirolagena smaragdulus (Linnaeus, 1758)